# V-kat endopeptidaza
V-kat endopeptidaza (EC 3.4.22.50, AcNPV proteaza, BmNPV proteaza, NPV proteaza, bakulovirusni katepsin, nukleopolihedrozna virusna proteaza, viralni katepsin) je enzim. Ovaj enzim katalizuje sledeću hemijsku reakciju
Ova endopeptidaza široke specifičnosti hidrolizuje supstrate katepsina L i katepsina B
Ovaj enzim pripada familiji C1 peptidaza.

## Literatura
- Nicholas C. Price; Lewis Stevens (1999). Fundamentals of Enzymology: The Cell and Molecular Biology of Catalytic Proteins (Third изд.). USA: Oxford University Press. ISBN 019850229X.
- Eric J. Toone (2006). Advances in Enzymology and Related Areas of Molecular Biology, Protein Evolution (Volume 75 изд.). Wiley-Interscience. ISBN 0471205036.
- Branden C; Tooze J. Introduction to Protein Structure. New York, NY: Garland Publishing. ISBN 0-8153-2305-0.
- Irwin H. Segel. Enzyme Kinetics: Behavior and Analysis of Rapid Equilibrium and Steady-State Enzyme Systems (Book 44 изд.). Wiley Classics Library. ISBN 0471303097.
- William P. Jencks (1987). Catalysis in Chemistry and Enzymology. Dover Publications. ISBN 0486654605.

## Spoljašnje veze
- V-cath+endopeptidase на 